# Bergheim (Renânia do Norte-Vestfália)
Bergheim é uma cidade da Alemanha, capital do distrito de Reno-Erft, na região administrativa de Colónia, estado da Renânia do Norte-Vestfália.